# Impatiens pachycaulon
Impatiens pachycaulon är en balsaminväxtart som beskrevs av M.F.Newman. Impatiens pachycaulon ingår i släktet balsaminer, och familjen balsaminväxter. Inga underarter finns listade i Catalogue of Life.